# Tour de France 2010.
Tour de France 2010. bio je 97. izdanje najpoznatije biciklističke utrke na svijetu. Utrka je startala 3. srpnja iz Rotterdama, a završila je 25. srpnja u Parizu na Elizejskim poljanama. Biciklisti su odvezli 21 etapu kroz 23 dana i pritom prešli ukupno 3.643,9 km.
Osim prologa u Rotterdamu još su dvije etape vožene po Belgiji i Nizozemskoj te se nakon toga utrka preselila u Francusku. Bilo je ukupno šest brdskih etapa, od kojih su tri imale završetak na vrhu uspona, te dvije umjereno brdske etape. Povodom 100. godišnjice od prve etape u Pirenejima biciklisti su se dva puta penjali na vrh Col du Tourmalet.
Pobjednik je postao Alberto Contador, ali mu je zbog pozitivnog nalaza na doping-testu pobjeda oduzeta i u veljači 2012. pobjednikom je proglašen drugoplasirani Andy Schleck iz Luksemburga.
Schleck je bio najbolji i u konkurenciji mladih vozača osvojivši bijelu majicu. Najbolji brdski vozač bio je Francuz Anthony Charteau, a najbolji sprinter Talijan Alessandro Petacchi.

## Timovi
U utrci su sudjelovala 22 tima, od kojih je 6 dobilo pozivnicu za sudjelovanje dok su ostali imali pravo nastupa na osnovu ugovora iz 2008.
- Ag2r-La Mondiale
- Astana
- BMC†
- Bbox Bouygues Telecom
- Caisse d'Epargne
- Cervélo TestTeam†
- Cofidis
- Euskaltel-Euskadi
- FDJ†
- Footon-Servetto-Fuji
- Garmin-Transitions†
- Lampre-Farnese
- Liquigas-Doimo
- Team Milram
- Omega Pharma-Lotto
- Quick Step
- Rabobank
- HTC-Columbia
- Kaćuša†
- Team RadioShack†
- Team Saxo Bank
- Team Sky†

†: pozvani timovi

## Etape
| Etapa  | Datum      | Start-cilj etape                            | Duljina                        | Tip                            | Tip                            | Pobjednik                      |
| ------ | ---------- | ------------------------------------------- | ------------------------------ | ------------------------------ | ------------------------------ | ------------------------------ |
| Prolog | 3. srpnja  | Rotterdam (Nizozemska)                      | 8,9 km                         | Individual time trial          | Indiv. kronometar              | Fabian Cancellara              |
| 1.     | 4. srpnja  | Rotterdam - Bruxelles (Belgija)             | 223,5 km                       |                                | Ravna etapa                    | Alessandro Petacchi            |
| 2.     | 5. srpnja  | Bruxelles - Spa (Belgija)                   | 201 km                         |                                | Ravna etapa                    | Sylvain Chavanel               |
| 3.     | 6. srpnja  | Wanze (Belgija) - Arenberg Porte du Hainaut | 213 km                         |                                | Ravna etapa s kockicama        | Thor Hushovd                   |
| 4      | 7. srpnja  | Cambrai - Reims                             | 153,5 km                       |                                | Ravna etapa                    | Alessandro Petacchi            |
| 5.     | 8. srpnja  | Épernay - Montargis                         | 187,5 km                       |                                | Ravna etapa                    | Mark Cavendish                 |
| 6.     | 9. srpnja  | Montargis - Gueugnon                        | 227,5 km                       |                                | Ravna etapa                    | Mark Cavendish                 |
| 7.     | 10. srpnja | Tournus - Station des Rousses               | 165,5 km                       |                                | Umjereno-brdska etapa          | Sylvain Chavanel               |
| 8.     | 11. srpnja | Station des Rousses - Morzine-Avoriaz       | 189 km                         |                                | Brdska etapa                   | Andy Schleck                   |
|        | 12. srpnja | Slobodan dan (Morzine-Avoriaz)              | Slobodan dan (Morzine-Avoriaz) | Slobodan dan (Morzine-Avoriaz) | Slobodan dan (Morzine-Avoriaz) | Slobodan dan (Morzine-Avoriaz) |
| 9.     | 13. srpnja | Morzine-Avoriaz - Saint-Jean-de-Maurienne   | 204,5 km                       |                                | Brdska etapa                   | Sandy Casar                    |
| 10.    | 14. srpnja | Chambéry - Gap                              | 179 km                         |                                | Umjereno-brdska etapa          | Sérgio Paulinho                |
| 11.    | 15. srpnja | Sisteron - Bourg-lès-Valence                | 184,5 km                       |                                | Ravna etapa                    | Mark Cavendish                 |
| 12.    | 16. srpnja | Bourg-de-Péage - Mende                      | 210,5 km                       |                                | Umjereno-brdska etapa          | Joaquim Rodríguez              |
| 13.    | 17. srpnja | Rodez - Revel                               | 196 km                         |                                | Ravna etapa                    | Aleksandar Vinokurov           |
| 14.    | 18. srpnja | Revel - Ax 3 Domaines                       | 184,5 km                       |                                | Brdska etapa                   | Christophe Riblon              |
| 15.    | 19. srpnja | Pamiers - Bagnères-de-Luchon                | 187,5 km                       |                                | Brdska etapa                   | Thomas Voeckler                |
| 16.    | 20. srpnja | Bagnères-de-Luchon - Pau                    | 199,5 km                       |                                | Brdska etapa                   | Pierrick Fédrigo               |
|        | 21. srpanj | Slobodan dan (Pau)                          | Slobodan dan (Pau)             | Slobodan dan (Pau)             | Slobodan dan (Pau)             | Slobodan dan (Pau)             |
| 17.    | 22. srpnja | Pau to Col du Tourmalet                     | 174 km                         |                                | Brdska etapa                   | Andy Schleck                   |
| 18.    | 23. srpnja | Salies-de-Béarn - Bordeaux                  | 198 km                         |                                | Ravna etapa                    | Mark Cavendish                 |
| 19.    | 24. srpnja | Bordeaux - Pauillac                         | 52 km                          | Individual time trial          | Indiv. kronometar              | Fabian Cancellara              |
| 20.    | 25. srpnja | Longjumeau - Paris (Elizejske poljane)      | 102,5 km                       |                                | Ravna etapa                    | Mark Cavendish                 |
| UKUPNO | UKUPNO     | 3642 km                                     | 3642 km                        | 3642 km                        | 3642 km                        | 3642 km                        |

## Konačni rezultati[6]
|     | Vozač                 | Tim                  | Vrijeme     |  |
| --- | --------------------- | -------------------- | ----------- |  |
| DSQ | Alberto Contador      | Astana               | 91h 58′ 48″ |  |
| 1.  | Andy Schleck          | BMC Racing Team      | 91h 59′ 27″ |  |
| DSQ | Denis Menčov          | Rabobank             | + 1′ 22″    |  |
| 3.  | Samuel Sánchez        | Euskaltel            | + 3′ 01″    |  |
| 4.  | Jurgen Van Den Broeck | Omega Pharma – Lotto | + 6' 15"    |  |
| 5.  | Robert Gesink         | Rabobank             | + 8' 52"    |  |
| 6.  | Ryder Hesjedal        | Garmin               | + 9' 36"    |  |
| 7.  | Joaquim Rodríguez     | Katusha              | + 10' 58"   |  |
| 8.  | Roman Kreuziger       | Liquigas             | + 11' 15"   |  |
| 9.  | Chris Horner          | Team Radioshack      | + 11' 23"   |  |
| 10. | Luis Leon Sánchez     | Caisse d'Epargne     | + 13' 42"   |  |
| 11. | Rubén Plaza           | Caisse d'Epargne     | + 13' 50"   |  |

|     | Vozač                | Tim                   | Bodovi |  |
| --- | -------------------- | --------------------- | ------ |  |
| 1.  | Alessandro Petacchi  | Lampre-Farnese        | 243    |  |
| 2.  | Mark Cavendish       | Team HTC-Columbia     | 232    |  |
| 3.  | Thor Hushovd         | Cervélo TestTeam      | 222    |  |
| 4.  | José Joaquín Rojas   | Caisse d'Epargne      | 179    |  |
| 5.  | Robbie McEwen        | Kaćuša                | 179    |  |
| 6.  | Edvald Boasson Hagen | Team Sky              | 161    |  |
| 7.  | Sébastien Turgot     | Bbox Bouygues Telecom | 135    |  |
| 8.  | Gerald Ciolek        | Team Milram           | 126    |  |
| 9.  | Jürgen Roelandts     | Omega Pharma-Lotto    | 124    |  |
| 10. | Lloyd Mondory        | Ag2r-La Mondiale      | 119    |  |

|     | Vozač             | Tim                         | Bodovi |  |
| --- | ----------------- | --------------------------- | ------ |  |
| 1.  | Anthony Charteau  | Bbox Bouygues Telecom       | 143    |  |
| 2.  | Christophe Moreau | Caisse d'Epargne            | 128    |  |
| 3.  | Andy Schleck      | White jersey Team Saxo Bank | 116    |  |
| DSQ | Alberto Contador  | Astana                      | 112    |  |
| 4.  | Damiano Cunego    | Lampre-Farnese              | 99     |  |
| 5.  | Samuel Sánchez    | Euskaltel-Euskadi           | 96     |  |
| 6.  | Sandy Casar       | FDJ                         | 93     |  |
| 7.  | Jérôme Pineau     | Quick Step                  | 92     |  |
| 8.  | Thomas Voeckler   | Bbox Bouygues Telecom       | 82     |  |
| 9.  | Pierrick Fédrigo  | Bbox Bouygues Telecom       | 72     |  |
| 10. | Joaquim Rodríguez | Kaćuša                      | 66     |  |

|     | Vozač              | Tim                   | Vrijeme      |  |
| --- | ------------------ | --------------------- | ------------ |  |
| 1.  | Andy Schleck       | Team Saxo Bank        | 91h 59' 27"  |  |
| 2.  | Robert Gesink      | Rabobank              | + 9' 31"     |  |
| 3.  | Roman Kreuziger    | Liquigas-Doimo        | + 11' 54"    |  |
| 4.  | Julien El Fares    | Cofidis               | + 53' 22"    |  |
| 5.  | Cyril Gautier      | Bbox Bouygues Telecom | + 1h 25' 12" |  |
| 6.  | Jakob Fuglsang     | Team Saxo Bank        | + 1h 38' 32" |  |
| 7.  | Rafael Valls       | Footon-Servetto-Fuji  | + 1h 42' 27" |  |
| 8.  | Pierre Rolland     | Bbox Bouygues Telecom | + 1h 46' 42" |  |
| 9.  | Geraint Thomas     | Team Sky              | + 2h 00' 05" |  |
| 10. | José Joaquín Rojas | Caisse d'Epargne      | + 2h 01' 58" |  |

|     | Tim                   | Vrijeme      |  |
| --- | --------------------- | ------------ |  |
| 1.  | Team RadioShack       | 276h 02' 03" |  |
| 2.  | Caisse d'Epargne      | + 9' 15"     |  |
| 3.  | Rabobank              | + 27' 48"    |  |
| 4.  | Ag2r-La Mondiale      | + 41' 10"    |  |
| 5.  | Omega Pharma-Lotto    | + 51' 01"    |  |
| 6.  | Astana                | + 56' 16"    |  |
| 7.  | Quick Step            | + 1h 06' 23" |  |
| 8.  | Euskaltel-Euskadi     | + 1h 23' 02" |  |
| 9.  | Liquigas-Doimo        | + 1h 29' 14" |  |
| 10. | Bbox Bouygues Telecom | + 1h 54' 18" |  |